# Lukas (cantante)
Luis Carlos Mejía Mora (Cali, 9 de diciembre de 1948), más conocido como Lukas, es un cantautor colombiano de rock.
A principios de 1965, siendo muy joven, Lukas grabó un sencillo en Discos Victoria (de Medellín). Después fue contratado como telonero del ya famoso cantante mexicano Enrique Guzmán (1943-), quien tocó en Medellín:

Ocurrió la llegada del gran ídolo Enrique Guzmán a Colombia [...] Vinieron los empresarios de Conciertos Pepsi buscando lo hoy llamados «teloneros» para la actuación en Medellín. En Sonolux contrataron a José Fernando ―quien acababa de lanzar su LP Mi Canto, con el éxito «Niñita bonita»―. En Fuentes no había «neoleros» [gente de la Nueva Ola] pero contrataron a los Golden Boys, que habían grabado «El twist del guayabo». En Codiscos, cuando contrataron a Juan Nicolás, le preguntaron si es que en Medellín no había más artistas del género juvenil, y él propuso a Los Yetis: nos contrataron. Le preguntaron si había algún otro muchacho, que había grabado un sencillo en Discos Victoria, Milton Mejía, quien años más tarde surgió como Lukas (¿se acuerdan?).
Juancho, del grupo musical Los Yetis

Tiempo después, tras recorrer todos los bares de Medellín, se fue a vivir a la capital, Bogotá.
En 1973 participó en las eliminatorias nacionales para elegir al cantante que representaría a Colombia en el Festival de la OTI. El evento fue transmitido por televisión en un programa dominical nocturno conducido por el presentador Pacheco. Cantó su canción evangélica Israel, Israel, que cautivó al público (pero no al jurado, que eligió a otro artista).
Inmediatamente consiguió un contrato para grabar su primer disco, de 10 canciones. El director de radio Tequendama, Armando El Chupo Plata, lo apadrinó y lo incluyó en la programación de su radio, lo que hizo de Lukas un cantante con cierta fama.
Es un carismático artista hippie, barbado y con largo cabello castaño claro (en imitación a las imágenes de Jesucristo del actor Robert Powell), recogido en una cola. A fines de los años setenta desapareció de los escenarios. En esa época se casó con Iza Heshusius.
En 1985 reapareció con una imagen más moderna, y publicó un segundo disco acompañado con los teclados de Camilo Ferrans, con dos canciones que fueron un gran éxito en toda Colombia: «Mi gran loco y dulce amor» y «New York 1990» (que habla de unos «hombrecitos de color azul celeste» extraterrestres). 
En 1989 tuvo un breve encuentro musical con Marco T. (Elvis Colombiano) en Bogotá pero no lograron generar un proyecto fuerte a nivel musical. En 1993, Marco T. interpretó la canción de Lukas «Mi gran loco y dulce amor».
En 2011, Lukas comenzó otro proyecto musical, y en 2012 lanzó su nuevo disco con La Tribu del Kamino, con una orientación musical hacia el folk rock andino y la música new age, con arreglos musicales del propio Lukas y de Juan Carlos Arévalo, y letras relacionadas con lo chamánico.